# Mariner 8
La Mariner 8 fou una missió espacial no tripulada de la NASA, dins el programa Mariner, amb l'objectiu d'explorar el planeta Mart. Fou llançada el 9 de maig de 1971, 20 dies abans que la seva bessona la Mariner 9.
La Mariner 8 va ser llançada des d'un coet Atlas Centaur SLV-3 C (AC-24). El motor principal de l'etapa Centaur va ser encès durant 265 segons després del llançament, però l'etapa superior va començar a oscil·lar i va quedar fora de control a causa d'un senyal electrònic erroni. L'etapa Centaur es va apagar als 365 segons després del llançament a causa de la falta de combustible provocada pel gir incontrolat. L'etapa i la sonda es van separar i van reentrar en l'atmosfera terrestre aproximadament a 1.500 quilòmetres de distància del lloc de llançament, caient a l'oceà Atlàntic a uns 560 quilòmetres al nord de Puerto Rico.